# Kolonialschule
Kolonialschulen waren Lehranstalten zur Ausbildung von Kolonialbeamten und Siedlern.

## Kolonialmächte in West- und Südeuropa
Die älteste derartige Schule wurde in Leiden (Niederlande) errichtet und später nach Delft verlegt. In Frankreich wurde 1885 eine Schule zur Erziehung von jungen Kambodschanern gegründet. An diese Einrichtung gliederte man 1889 eine Anstalt zur Vorbildung von Kolonialbeamten an, die 1892 und 1896 erweitert wurde. Eine belgische Kolonialschule entstand in den 1920er Jahren in Antwerpen, später Koloniale Hochschule von Belgien genannt. Eine Kolonialschule der italienischen Polizei befand sich in Tivoli bei Rom.
Das Vereinigte Königreich besaß keine staatliche Schule dieser Art, vielmehr bildete man die Kolonialbeamten auf den Universitäten und in den Kolonien selbst aus. Dafür gab es verschiedene Einrichtungen, die sich um die Ausbildung junger Leute kümmerten, die als Ansiedler in die Kolonien gehen wollten, so z. B. das Colonial College and Training Farms bei Harwich. Dieser Einrichtung entspricht das Reichsackerbauinstitut bei Wageningen in Holland.

## Deutsches Reich
In Deutschland gründete man auf Betreiben des evangelischen Afrikavereins nach dem Vorbild dieser letztgenannten Schulen die Deutsche Kolonialschule für Landwirtschaft, Handel und Gewerbe in Witzenhausen bei Kassel. Sie wurde aus privaten Mitteln errichtet. Man bezweckte damit vorwiegend die Ausbildung von Kolonisten, Kaufleuten und Pflanzern. Das im Jahr 1887 begründete Seminar für Orientalische Sprachen der Berliner Universität diente ebenfalls der Ausbildung von Kolonialbeamten. Weitere deutsche Kolonialschulen bzw. Bildungsstätten mit Kolonialschulungen waren das Hamburgische Kolonialinstitut und später die Koloniale Frauenschule Rendsburg.